# Pierre de Fétigny
Pierre de Fétigny (né en France et mort le 5 novembre 1392 à Avignon) est un pseudo-cardinal du XIVe siècle créé par l'antipape d'Avignon Clément VII .

## Biographie
Pierre de Fétigny est archidiacre de Chartres, chanoine à Paris et protonotaire apostolique.
L'antipape Clément VII le crée cardinal lors du consistoire du 23 décembre 1383.